# HELLO WORLD (映画)
『HELLO WORLD』（ハロー・ワールド）は、2019年9月20日公開の日本のアニメーション映画。

## 概要
2027年の京都市に住む主人公が、10年後の2037年から来たという自分自身から、自分の住む世界がシミュレーター内に再現された過去の世界であると聞かされ、まもなく出会うことになる交際相手へと降りかかる死の運命を回避するよう懇願されるというストーリー。ただし序盤で提示される物語の構図にはどんでん返しの布石となる、ミスリードを誘う内容や伏せられた秘密が含まれており、映画の予告にも「この物語（セカイ）は、ラスト1秒でひっくり返る――」というキャッチコピーが銘打たれている。さらにこのキャッチコピー自体も、結末まで観た後で読み返すと印象が変わるような含みが持たされている。
監督は『劇場版 ソードアート・オンライン -オーディナル・スケール-』の伊藤智彦。脚本は小説家の野﨑まどが執筆、キャラクターデザインにはアニメ版『らき☆すた』や『けいおん!』を手掛けた堀口悠紀子が参加している。制作は3DCGを用いた作画を得意とするグラフィニカが手がけており、3DCGの利点と2Dアニメに寄せたキャラクター作画を融合させることが試みられている。主演は本作品が声優初挑戦となる北村匠海。収録は、声優の演技を先に収録して後から画を合わせるプレスコ方式が採用された。
舞台となる京都市の景観として、伏見稲荷大社、出町柳の鴨川デルタ、上賀茂神社などの京都を代表する史跡や名所も登場する。映画のプロモーションの一環として、劇中に登場する舞台のモデルを巡る聖地巡礼イベントや、映画クライマックスの舞台となっている京都駅・京都タワー周辺に隣接する東本願寺での試写会イベントなども行われた。
また本作品はDOLBY ATMOSが採用されている。邦画アニメ作品では『ガールズ＆パンツァー最終章第2話』に次いで5例目であり、東宝配給の邦画作品では実写含め初のDOLBY ATMOS採用作品となった。
映画の公開に先駆けて、脚本を担当した野﨑の作品を含む複数の小説や、漫画、Webアニメなどの媒体でも、本編や外伝の内容がメディアミックス展開された。
公開4日間の時点で動員15万6000人、興収2億1200万円の成績。

## あらすじ
いつも自分の決断に自信が持てず、主体性がないことがコンプレックスの堅書直実は、2027年の京都に住む凡庸な高校生であったが、ある日不思議な三本足のカラスを追いかけた先で、10年後の2037年から来た未来の自分自身だと名乗る青年、「先生」（カタガキナオミ）と遭遇する。「先生」の語るところによれば、いま直実が認識している世界は現実ではなく、歴史の保存を目的としてアルタラと呼ばれるシミュレーターの中に仮想世界として再現された過去の京都であり、このままシミュレーションが史実通りに進行した場合、直実は3か月後の夏、それまであまり面識のなかった同級生の一行瑠璃と恋人同士になるものの、初めてのデートの最中だった2027年7月3日、天災によって彼女と死別する運命を辿るという。「先生」は、彼女と恋人らしい思い出を十分に作れなかった悔恨から、現実ではない仮想世界のシミュレーションであっても、死の運命を回避した瑠璃が幸せになれる歴史を見たいのだと言い、シミュレーターの中に再現された過去の直実に、運命を変えるための助力を請う。
直実は「先生」から、これから起こる出来事を記したノートと、限定的ながらも仮想世界の事象を魔法のように操る力を授かり、運命の日である7月3日に備えて状況を変えるための特訓を積む一方、攻略本を使ってゲームを進めるような方法で、近づきがたい印象の異性だった瑠璃と急速に親密になっていく。その過程で直実自身もまた、当初は敬遠していた瑠璃の人柄に惹かれていくが、予定されたイベントを起こすためには一時的に瑠璃を悲しませることも仕方がないという「先生」の態度を見た直実は、主体性を持たない自分の行動に疑問を持ち、彼女を単に危機から救うだけではなく、幸せにしたいのだという自らの願いに気がつく。直実は特訓で身につけた能力を行使し、本来なら無残な失敗に終わるはずだったチャリティー古本市のイベントを成功させて瑠璃と相思相愛になるが、そうした直実と「先生」の行動は、歴史を保存するというシミュレーションの目的には反しており、次第にアルタラの自動修復システム「狐面」から監視されるようになっていく。
瑠璃が死ぬ運命の日とされた7月3日、直実は「先生」と共闘して、現実の記録との辻褄を合わせるために瑠璃を殺害しようとする自動修復システムをはね除けて運命を変える。しかし「先生」は直実に対して本当の目的を隠していた。「先生」の目的は、2037年の世界では脳死状態にある瑠璃（イチギョウルリ）の肉体に2027年の瑠璃の精神を上書きして蘇生させることにあり、そのために当時の状況を再現した上で2027年の世界から瑠璃を連れ去る必要があった。信頼していた「先生」に裏切られて瑠璃と引き離された直実は、自動修復システムの暴走によって崩壊していく2027年の世界に取り残される。
2037年の世界で瑠璃を蘇生させることに成功した「先生」は、直実を騙していたことに罪悪感を感じつつも、「10年間の昏睡状態から奇跡的に回復した」という嘘に違和感を抱く瑠璃を言いくるめ、暴走するアルタラへの不正アクセスの証拠隠滅に乗り出す。しかし瑠璃を殺害するために追ってきた自動修復システムの狐面がアルタラの中から2037年の世界へとあふれ出すのを見て、自分が現実として認識していたこの世界もまた、未来にあるアルタラの中に構築されたシミュレーション上の仮想世界であり、自分の世界が入れ子構造の内側にあることを悟る。瑠璃と「先生」は狐面に襲われ絶体絶命に陥るが、カラスの協力を得て2037年の世界へと現れた直実によって窮地を救われる。直実に殴られた「先生」は改心して本来の願いに立ち返り、2037年の京都市を巻き込んで暴走を繰り広げる自動修復システムを相手に直実と共闘し、困難の末に瑠璃を2027年の世界へと送り帰す。また自動修復システムを強制停止し意図的にアルタラを暴走させることによって2027年の世界は歴史保存という役割から解放され、パラレルワールドとして存続することになるが、その過程で「先生」は犠牲となり、瑠璃ともう一人の自分である直実が見知らぬ新世界で幸せを掴むことを願いながら命を落とす。
「先生」が目を覚ますと、そこは2037年の仮想世界をアルタラ上でシミュレートしていた2047年の現実世界だった。現実世界においては、20年前に命を落としたのは堅書直実で、直実を援助していたカラスの正体は、アルタラを使って彼を脳死状態から蘇生させようとしていた一行瑠璃であった。「先生」の願いは叶い、物語は幕を下ろす。

## 登場人物
「声」は役を演じた声優。

### 主要登場人物
基本的には主人公である堅書直実とその未来の姿である先生（カタガキナオミ）、ヒロインである一行瑠璃という、限られた人間関係の中で物語が動く構成となっている。直実と先生（ナオミ）は同一人物であるため、特に前半部分は実質的には主人公とヒロインの2人きりの関係性の中で物語が進展していくが、ヒロインはマクガフィンに過ぎず、後半に向けて劇的に変化していく直実と先生（ナオミ）の関係性こそ主軸であると解釈することもできる。
なお劇中には登場人物の年齢や誕生日への具体的な言及や、それを類推できる描写が幾つかあるものの、資料によって統一されていない。
堅書 直実（かたがき なおみ）
声 - 北村匠海
主人公。2027年の京都（アルタラの中に再現された過去の世界）に住む高校1年生の男子。臆病で優柔不断で主体性がない性格だが、そんな自分を変えたいと思っている。
読書好きでいつも本を読んでいるため、高校入学早々に図書委員を押しつけられるが、自分で立候補して決めたわけではないことに不満を感じていた。一方、未来の自分自身だと名乗る先生（ナオミ）から突拍子もない世界の真実を聞かされても、「グレッグ・イーガンのSF小説のよう」という感想を抱いてあっさりと受け入れるなど、高い順応性も見せている。
好きな小説のジャンルはSFで、自分が物語の登場人物になれるような世界が現実の科学技術の延長線上に広がっていることにロマンを感じている。自分が小説のような状況に遭遇することに憧れているが、いざ遭遇すると恐怖して逃げ出す臆病さも持っており、「現実の自分は主人公ではなくエキストラ」と自嘲する。
当初は等身大の人物として描かれ、2000年代に流行したセカイ系作品の主人公にみられる内向的な人物像を踏襲するが、自己啓発によって己を変革し決断力を身につけ、やがて瑠璃にとってのヒーローとして描かれるようになっていく。本作品のキャラクターデザインを担当した堀口はこうした展開を踏まえ、初見では冴えなく見えるが映画を見終えるころには格好良く見えてくるような、垂れ目で太眉気味といった少し癖のある顔つきを意図したという。
カタガキ ナオミ / 先生（せんせい）
声 - 松坂桃李、北村匠海（『ANOTHER WORLD』高校生時代）、松岡禎丞（『ANOTHER WORLD』大学生時代）
2037年の未来（アルタラを創造した「現実世界」）から来た堅書直実を名乗る青年。立体映像のような存在であり触れることはできず、直実以外には姿が見えない。2027年の世界の直実と区別するため、映画のクレジットや小説版では名前がカタカナ表記される。
仮想世界アルタラの中に再現された10年前の自分に会い、現実の未来で死亡した一行瑠璃が生存する仮想の歴史を作るため、「現実世界」から不正にアクセスしてきたと語る。「現実世界」ではアルタラのシステム管轄メインディレクターという肩書きを持っており、10年間の血の滲むような努力の末、アルタラに侵入する計画を実行可能とする役職と権限を手に入れた。彼自身は直実以外のアルタラの事物に干渉することができないため、アルタラの住人である直実の助力を必要としている。
直実からは「先生」と呼ばれる。直実からは当初、自分と正反対の身勝手でがさつな、なりたくないタイプの大人という悪印象を持たれていたが、行動を共にするうち、次第に直実とは兄弟のように想い合う関係となっていく。その裏で直実に対して重大な隠し事をしており、本来の目的を伏せているが、彼もまた自分が「現実世界」と信じる2037年の京都が仮想世界であるという真相を知らされないまま行動している。
主人公の直実とは対照的な、普通とは異質な過去を背負った人物として描かれる。瑠璃を挟んで劇的に変化していく直実との関係性は物語の軸となっており、当初は直実の師匠のような存在として、中盤では直実と敵対する悪役のようにも描かれるが、結末のどんでん返しを観終えた上で最初から見直すと、彼が主人公のように見えるような描き方がされている。本作品の脚本を担当した野﨑は彼について、執筆していて感情移入しやすい登場人物であり、主人公になりすぎないよう抑えて描くことを心がけたとしている。
一行 瑠璃（いちぎょう るり）
声 - 浜辺美波
ヒロイン。直実の同級生で、同じく読書好きで図書委員を務める。長い黒髪と左目の下の泣きぼくろが外見上の特徴。「やってやりましょう」が口癖。高校の売店では不人気メニューとされているねじりパンが好物。
真面目で意志が強く、直実が怖じ気づいて敬遠する同級生や上級生に対しての注意勧告も淡々とこなす。直実からは当初、容姿の整った美人だが自分の好みではなく、無愛想で冷徹そうな異性という印象を持たれていた。その一方でデジタル機器の扱いが不得手、極度の高所恐怖症で80センチの高さで失神する、などの弱点を併せ持つギャップも見せており、先生（ナオミ）からは「可愛い系」だと力説されている。好きな小説のジャンルは冒険小説で、困難に進んで立ち向かう不屈の主人公に人生の理想を重ねている。その一方、内心では現実の自分は主人公ではないし窮地を助けてくれるヒーローも存在しない、という諦観を抱いているが、直実が非日常の世界に足を踏み込み不思議な力で自分を助けていることに気がつき、彼こそが実は本物のヒーローなのではないかという思いを抱くようになる。
先生（ナオミ）の語る「現実世界」の歴史通りに物事が進めば、物語開始から3か月後に直実と恋人同士になるが、初デートのために訪れた2027年7月3日の宇治川花火大会の最中、朝霧橋の橋上で突然の落雷によって命を落とす運命にあるとされ、その運命を回避することが物語中盤までの目標となる。ただし、その真相には二重のどんでん返しが仕込まれており、物語が核心に近づくにつれて二転三転する。
カラス
声 - 釘宮理恵
先生（ナオミ）から直実へと授けられたツールで、仮想世界であるアルタラのデータに干渉し、ごく限定的ながらも接触した物質の性質や働いている物理法則を変化させることができる権限を直実に付与する。普段は太った八咫烏（日本の神話に登場する3本足のカラス）の姿をしているが、直実が能力を行使する際には神の手（グッドデザイン）と呼ばれる手袋の形態を取る。
直実にしか使いこなせず、先生（ナオミ）では幻影を出すことしかできない。直実は当初、弱い力しか扱えず制御もままならなかったものの、運命の日に備えて習熟を重ねることにより、次第に武器や道具を無から生み出し天変地異を操る魔法のような力を行使できるようになっていく。
普段は野太い声で鳴き、言葉を喋れないかのように装っているが、実は自分の意思や独自の目的を持っており、直実の行動を傍から黙って見守っている。その真の正体は先生（ナオミ）が「現実世界」と誤認している2037年の仮想世界をアルタラII上でシミュレートしている2047年の世界の一行瑠璃なのだが、そのことは先生（ナオミ）にも知らされていなかった。
デザインワークスは浅野直之が担当した。

### サブキャラクター
勘解由小路 三鈴（かでのこうじ みすず）
声 - 福原遥
学級は違うものの（1年C組）、直実や瑠璃とは図書委員の仲間で、委員会のアイドル的存在。人懐っこい性格の、小柄で華奢で可愛らしい容姿の美少女で、直実の第一印象では瑠璃よりも異性としての好意を持たれていた。
親しい友人などからはかでのんという愛称で呼ばれる。瑠璃にも何か愛称をつけようとしておりさまざまな呼び名を提案しているが、瑠璃からは冷淡にあしらわれている。
直実と瑠璃の関係の進展を物陰からこっそり見守っており、ふたりの間柄を訳知り顔で見守り冷やかすようになる。図書委員会が毎年6月に開催しているチャリティー古本市のイベントを盛り上げようと、直実や瑠璃と共に奮闘する。
映画本編では物語を動かす立場にいない脇役であり、中盤以降の展開には登場しないものの、三鈴が主人公を務めるスピンオフ小説『HELLO WORLD if ――勘解由小路三鈴は世界で最初の失恋をする――』では、クライマックスの状況の裏舞台で主要登場人物を援護するために奮闘し、ラストシーンの状況にも深く関わっていたという物語が描かれている。また、漫画『はろー（らぶこめ）わーるど』では積極的に直実と瑠璃の間柄を進展させようとする役回りで、主要登場人物のひとりとして活躍する。
千古 恒久（せんこ つねひさ）
声 - 子安武人
京斗大学教授。アルタラを管理する施設のセンター長。太った中年男性。子供のまま身体だけが成長したような自由な発想と非常識さを併せ持ち、数々の大きな功績を成し遂げた経歴を持つ。2027年の世界での初登場場面などでチューリップを模した飾りがついた奇妙なカチューシャを被っているが、これは脳波を読み取ってドローンを無線操縦するための装置という設定。
2037年の世界では57歳。部下であった先生（ナオミ）が瑠璃を助けるために引き起こした、アルタラの異常を解決するために奮闘する。先生（ナオミ）にとって仕事の上では信頼できる師匠であり、それ以外では鬱陶しくて迷惑な人物。
徐 依依（シュー・イーイー）
声 - 寿美菜子
千古の助手。中国人で、中文混じりの日本語で話す。
千古の非常識さを補佐する役割を担っており、通常の職員の三倍の仕事をこなす。

### 敵対者
狐面（キツネめん）
仮想世界であるアルタラの自動修復システムで、アルタラ内で発生した異常や、侵入した異物を排除しようとする存在。アルタラの一般住人にとっては不可視の存在だが、侵入者である先生（ナオミ）や「神の手」を持つ直実からは、狐面を被り奇怪な体格をした作業員の姿として視認される。身体能力は決して高くないものの、際限なく増殖し、全員が両手に「神の手」（グッドデザイン）を標準装備する。
デザインワークスは小松田大全が担当。キャラクター原案は漫画家の藤田和日郎によるもので、アニメ向けのリファインを小松田が担当している。なお藤田の原案では作業服ではなく和服を着たデザインであったが、3DCG化が困難という理由で実現しなかった。
第二形態
映画クライマックス、京都駅での攻防に登場。複数の狐面が合体し、「神の手」（グッドデザイン）の形状を模した巨大な手袋の形態となる。関節部分は巨大な目玉のようになっており、蜘蛛のように這ったり跳躍したりして移動する。
直実が2027年世界に帰還しようとしているのを妨害するが、先生（ナオミ）のアドバイスを受けた直実の攻撃を受けて東本願寺まで吹き飛ばされる。その後第三形態への変身を開始する。なお野﨑まどによる小説版（集英社文庫版）や、鈴木マナツ・曽野由大によるコミカライズ版では登場せず、最初から第三形態へと合体する。
第三形態
映画クライマックスに登場。巨大な怪獣の姿へと合体した形態。野﨑まどによる小説版（集英社文庫版）では九本の尾を持ち、二本足の狐のような四本足の人間のような代物と形容され、また松田朱夏による小説版（集英社みらい文庫版）では、伝説の九尾の狐と形容するには醜く異形であると形容されている。サウンドトラックの曲名や公式ビジュアルガイドでは九尾狐、九尾の狐とも呼ばれる。
京都タワーを引き抜いて武器にし、直実と先生（ナオミ）を窮地に追い詰める。頭部から毛髪のように伸びた無数の管の先端のひとつひとつには狐面がついており、映画版では狐面を槍のように尖らせて（野﨑まど、および松田朱夏による小説版では頭部ではなく九本の尻尾の先端で）、雨のように攻撃を降り注がせることが可能。この攻撃は板野サーカス風の演出になっており、実際に板野一郎が監修している。

### スピンオフ作品の登場人物
2037年の世界と2047年の世界の一行瑠璃について、映画本編ではあまり多くを語られないが、スピンオフ作品で詳しく描かれている。
イチギョウ ルリ
声 - 浜辺美波
先生（ナオミ）が現実世界として認識している2037年の世界の一行瑠璃。映画パンフレットの設定画では名前がカタカナ表記され、2027年の世界の瑠璃と区別される。2027年7月3日の落雷事故から脳死状態にあり、劇中の時代の医療技術では脳の機能を回復することはできても人格や記憶を復元できないという状況にある。映画本編では2027年の世界の瑠璃の人格を上書きされて登場し、2027年の瑠璃として振る舞う。
本編の前日譚となるWebアニメ『ANOTHER WORLD』第1話では、先生（ナオミ）と出会ったばかりの頃の、落雷事故に遭う前の姿が描かれる。図書室で好きな作品である『ガンバの冒険』の主題歌を口ずさんでいたところをナオミに聴かれて恥をかいたことをきっかけに、ナオミに好意を持たれ、古本市の失敗を機にナオミと距離を縮めて交際を開始する。初デートとなる宇治川花火大会には浴衣姿で同行し、落雷に遭う直前、先生（ナオミ）にとって最初で最後となる一度きりの笑顔を見せた。映画本編では先生（ナオミ）によって「二度と目覚めなかった」と語られ、死亡したとは断言されないものの、蘇生が可能な状態にあることが中盤まで意図的に伏せられている。
ヤタ
Webアニメ『ANOTHER WORLD』第2話に登場。大学時代の先生（ナオミ）が飼っていた子猫。2033年2月の雨の日、先生（ナオミ）の住む安アパートの外で鳴いていたのを見かねて飼い始めた。
猫好きの同級生
声 - 黒沢ともよ
Webアニメ『ANOTHER WORLD』第2話に登場。大学時代の先生（ナオミ）と同級生であった女子大生。先生（ナオミ）が飼い始めたヤタを見て、お節介で猫の飼い方を色々と助言し、先生（ナオミ）からは拒絶されつつも、彼の住む安アパートに親しく出入りするようになる。後に先生（ナオミ）に意識が回復する見込みのない恋人（イチギョウルリ）がいることを知った際には、先生（ナオミ）が彼女に囚われているとして一方的に批判し、ルリのことを諦めて自分の幸せを求めるよう説得しようとするが、口論になり、ヤタを引き取って先生（ナオミ）の元を去る。
勘解由小路 ミスズ（かでのこうじ ミスズ）
スピンオフ小説『HELLO WORLD if ――勘解由小路三鈴は世界で最初の失恋をする――』に登場。映画ラストシーンの舞台となる2047年の世界での勘解由小路三鈴。漢字姓＋カタカナ名で表記され、2027年の世界の三鈴と区別される。2047年の世界ではアルタラIIの職員として一行ルリに協力しており、この世界では脳死状態にある堅書ナオミを蘇生させるミッションの一環として、2027年の世界の三鈴に協力を求める。当初は三鈴に対し、2027年の世界が仮想世界であることを黙っており、「20年後の未来からタイムマシンで来た」と説明していたが、後に真相を打ち明ける。
三鈴を「わたしちゃん」と呼び、三鈴からは「わたしさん」と呼ばれる。
映画のラストシーンに該当する場面では、ナオミとルリが再会した部屋とは別の部屋にいたという設定になっている。
漫画『はろー（らぶこめ）わーるど』では、『失恋』のキャラクターデザインを踏襲する形で単行本書き下ろしの後日談に登場する。
一行 ルリ（いちぎょう ルリ）
声 - 釘宮理恵、浜辺美波
先生（ナオミ）が現実世界だと誤認している2037年の仮想世界をアルタラIIでシミュレーションしている2047年の世界の一行瑠璃。映画本編に登場するカラスの正体であり、映画ではラストシーンに真の姿が登場する。スピンオフ小説『HELLO WORLD if ――勘解由小路三鈴は世界で最初の失恋をする――』では漢字姓＋カタカナ名で表記され、2027年の世界の瑠璃と区別される。
『勘解由小路三鈴は世界で最初の失恋をする』では冒頭から本人が登場する。2047年の世界ではアルタラIIを用いて脳死状態にある堅書ナオミを蘇生させるミッションの主任という立場にあるとされ、同作ではミスズが三鈴に真相を打ち明けて以降、ミッションの遂行のため、ミスズと共に三鈴に協力する。
浅葱 百合
公式パロディ漫画『はろー（らぶこめ）わーるど』第3話、第7話、第10話に登場。瑠璃に瓜二つのグラビアアイドル。泣きぼくろの有無で瑠璃と区別できる。第3話と第7話ではいずれも、先生（ナオミ）が書店で写真集を欲しがり直実に買わせようとしたことが原因で、瑠璃に直実に対する不信感を抱かせるが、状況を全て見ていた三鈴のフォローにより難を逃れる。

## 製作

### スタッフ
- 監督：伊藤智彦[7][127]
- 脚本：野﨑まど[7][127]
- キャラクターデザイン：堀口悠紀子[7][127]
- 音楽：2027Sound（OKAMOTO'S、Official髭男dism、Nulbarich、OBKR、Yaffle、STUTS、BRIAN SHINSEKAI）[128]
- アートディレクター・CG監督：横川和政
- 3Dアニメーションディレクター：八木田肇、荻田直樹
- 美術監督：長島孝幸（Bamboo）
- 美術監修：竹田悠介（Bamboo）
- 色彩設定：村田恵里子
- 撮影監督：小畑芳樹
- 編集：西山茂（REAL-T）
- 音響監督：岩浪美和
- 音響効果 - 小山恭正
- 録音調整 - 山口貴之
- 製作：市川南、大田圭二
- 企画・プロデュース：武井克弘
- プロデューサー：馮年
- アニメーションプロデューサー：森口博史、二木啓輔
- 音楽プロデューサー：成川沙世子
- 配給：東宝[3][129]
- アニメーション制作：グラフィニカ[7][127]
- 製作：「HELLO WORLD」製作委員会（東宝、グラフィニカ、ひかりTV、集英社、ジェイアール東日本企画、ムービック、毎日放送、テレビ大阪、関西テレビ放送、読売テレビ放送、ローソンエンタテインメント、サイバーエージェント、丸井グループ、TOKYO MX、LINE、メモリーテック・ホールディングス）

### 企画
企画成立までは紆余曲折もあったという。監督に伊藤智彦、脚本を野﨑まど、制作にグラフィニカという組み合わせでのCGアニメという企画自体は2016年の時点で進められており、この時点では「無因果世界」などのキーワードを散りばめた、SF要素に比重を置いたシナリオが完成段階まで進んでいた。ところが、2016年に新海誠が監督したアニメ映画『君の名は。』がヒットしたことでアニメ映画を取り巻く状況が一変して東宝社内で求められる企画の傾向も変化したため、完成段階にあったシナリオは没となり、高校生を主人公とした、エンターテインメント要素の強いシナリオを最初から作り直すこととなる。新たなシナリオは2017年の春ごろ、主要なスタッフが会議室に泊まり込み、それぞれの好みの作品を挙げていくというブレインストーミング形式で話し合いが持たれ、さまざまなSF作品からインスピレーションを受けながら「離れた時間にいる人物同士が出会う」という類型に「仮想現実もの」を足して捻りを加えるといった方向性が決まり、主人公が離れた時間の自分自身と出会うことや、共通する大切な人がいるというプロットが、企画の最初期段階に決まった。
本作品のプロットは、2000年代に流行した「セカイ系」と呼ばれる、主人公とその恋愛相手の関係性が世界の危機に直結していくような作風の流れを汲んだものとなっており、しばしばセカイ系の主題となる、自由意志と運命論の相克を題材としている。これはセカイ系の代表的な作家でもある新海誠が『君の名は。』をヒットさせた前述の事情や、同作のヒットの背景となった社会情勢とも無縁ではなく、本作品が企画された時期にはセカイ系を再評価する機運があったのである。一方、セカイ系を巡る作品批評においてはしばしば男性特有のナルシシズムが批判の対象となる。本作品もまた、受け身な女性として描かれがちな「助けられるヒロイン」を物語の中に据えているが、本作品では男性主義的な内容に見えないための配慮も試みられており、具体的には守られることに必然性を持たせるヒロインの描き方や、ひとりのヒロインを守るふたりの男性という「バディもの」としての側面を強調したこと、ラストシーンのどんでん返しでひっくり返される男女の力関係、などといった特徴が盛り込まれている。
監督の伊藤は、結末のどんでん返しは最初から決まっており、そこから逆算して作ったとしているが、シナリオの執筆の最終段階でつけ足された要素もあったとされる。つけ足された要素は、虚構と現実を主題にした作品の結末で必ず主題となる「虚構と現実のどちらが肯定されるべきか」という命題に対するもので、これにより虚構に救われてきた登場人物に現実の直視を突きつけるのではなく、虚構への現実逃避を肯定するわけでもない第三の決着として、虚構が現実に成り代わるという決着を意図したとしている。
キャラクター造形にも紆余曲折があり、当初の企画では体育会系の活発なヒロイン像が想定されていたが、その後スタッフ間で議論が続き、最終的にはキャラクターデザインを担当した堀口悠紀子の「ポスターに載ったときに可愛くないヒロインはあり得ない」という発言をきっかけに方向性がまとまった。主人公の武器となる「神の手」（グッドデザイン）は、「中二病感」を意識して命名され、万能の力のように演出される一方、製作時に流行していた異世界転生ものとの差別化も意識されており劇中では特訓の描写にも尺が取られるなど、使いこなすための努力が必要な力として描くことにもこだわったという。

### 他作品からの影響
前述のように『君の名は。』による活況が本作品の企画に影響を及ぼし、本作品が同作からの受けた一作として受け止められることが想定される中で、中核となるスタッフが好きな作品群の要素を取り込むことで作り手のやりたいことを作品に込め、他作品との差別化を進めていくという方針が指向された。
映画パンフレットでは、本作品の企画に際して影響を受けた他作品が列挙されている。監督の伊藤によれば、過去と未来の世界に住むふたりが共通する目的のために団結するという展開は、伊藤が好きだった2000年の映画『オーロラの彼方へ』からの着想であるといい、そこにプロデューサーの武井克弘が、1999年の映画『マトリックス』や、劇中でも世界設定の説明として引き合いに出されるグレッグ・イーガンの小説『順列都市』のような、仮想世界を舞台とした展開を加えることを提案した。武井の意図としては、伊藤がアニメ版を監督した『ソードアート・オンライン』『僕だけがいない街』の要素を今作に反映させたい思惑もあったという。
SF要素の部分では『バニラ・スカイ』『インセプション』『インターステラー』『LOOPER/ルーパー』といった映画や、『うる星やつら2 ビューティフル・ドリーマー』『パーフェクトブルー』『電脳コイル』『ゼーガペイン』などのアニメ作品、円城塔の小説『エピローグ』などからも影響を受けたという。恋愛部分は『(500)日のサマー』、その他場面場面では、『ブラックパンサー』『マイティ・ソー』『ドクター・ストレンジ』『ガーディアンズ・オブ・ギャラクシー』『スパイダーマン:ホームカミング』などの映画、『キン肉マン』『BLAME!』などの漫画からインスピレーションを得たり、オマージュしたりした場面もあるとされる。また、製作中に映画『13F』や漫画『孔子暗黒伝』との類似点が指摘されたが、当時と現在とでは作り手の時代性の違いがあり、自然と差別化ができると判断された。
過酷な経験を経て豹変した未来の主人公というカタガキナオミのイメージは、漫画『NANA』、アニメ映画『機動戦艦ナデシコ -The prince of darkness-』から影響を受けたとされる。
また、本作品の結末で正体が明かされるカラスについて、映画パンフレットに作品紹介を寄稿した批評家の渡邊大輔は、2000年の恋愛アドベンチャーゲーム『AIR』に登場する主人公の化身、カラスの「そら」を想起させるとし、『AIR』に対する東浩紀の批評を引き合いにしつつ、本作品のラストシーンでのどんでん返しによって、その役割を転換させていると指摘している。

### 作画
本作品の作画は3DCGをセル画風に描画したセルルック3DCGを前面に押し出す形で描かれているが、立体としては正しくともアニメ絵としては不自然な陰影を1コマずつ修正するなどして、従来の2Dで作画されたアニメに見えるような作画を目指したものとなっている。
細かい表情や髪や服の動きといった日常芝居は3DCGの不得手な分野であり、キャラクターデザインを担当した堀口が作画監督として表情や動きに細かく修正を加えている。手描きの方が効果的な場面や、一瞬しか映らず3DCGでモデリングするまでもない箇所などは手描きの作画が併用されており、例えばモブキャラクターは3DCGと手描きが混在し、流水や水滴といったエフェクトの描画は手描きが多い。サブキャラクターである勘解由小路三鈴の最後の登場場面である、古本市でコスプレをして売り子をする場面など、一部の場面は全て手書きで描かれている。

## 主題歌・劇伴
通常のアニメ映画では、絵コンテが完成してから劇伴作家に曲を発注し、場面に合わせた注文通りの曲を作ってもらうという過程で劇伴が作られるが、それでは綺麗にまとまりすぎてしまうという考えや、作画と劇伴の制作を平行して進めることで互いの作業が刺激し合えるのではないかという思惑もあり、本作品では劇伴の専門家ではない複数のアーティストたちに場面ごとの曲を競作してもらうという形が取られた。本作品のエンディングテーマを担当しているOKAMOTO'Sを中心として人脈伝いに集まったメンバーで「2027Sound」というグループが作られ、劇伴や主題歌が作られた。
「新世界」
OKAMOTO'Sによる主題歌。作詞はオカモトショウ、作曲はオカモトショウとオカモトコウキ、編曲はOKAMOTO'Sと小林武史による。
映画のエンディングテーマとして流れる。主題歌の中では早い段階で作られた曲で、メンバーのオカモトショウによれば、最初に脚本を読んだ直後の第一印象で作り、その後の作業が進み他の候補も作られる中で、監督の伊藤から「やはり最後に流れるのはこの曲がいい」と指名され、エンディングテーマに決まったとされる。
「オープニングテーマ feat.AAAMYYY」
AAAMYYYが歌うオープニングテーマ。作曲はオカモトショウとオカモトコウキによる。
映画冒頭の日常描写の中で流れるスキャット曲。
「イエスタデイ」
Official髭男dismによる主題歌。作詞・作曲は藤原聡、編曲は蔦谷好位置による。
映画前半の、主人公の直実が先生（ナオミ）の指示で、ヒロインの瑠璃と少しずつ仲を深めていく場面で流れる。作詞と作曲を担当した藤原聡によれば、疾走感を重視し、恋が始まって想いが加速していくイメージを表現したという。劇中で流れるのは3番サビの部分で、映画で使われている部分では主人公の直実の心境に沿った内容となっているが、曲全体では映画全体の登場人物たちの心の機微を表現しているとされる。
「Lost Game」
Nulbarichによる主題歌。作詞はJeremy QuartusとRyan Octaviano、作曲・編曲はJeremy Quartusによる。
映画クライマックス、直実と先生（ナオミ）の別れの場面で描かれる。作詞作曲に携わりボーカルも担当しているJeremy Quartusによれば、作品の全体像がほぼ完成していて他の場面で使う曲が決まっており、曲の盛り上がりが来る場面のタイムコードまで決まっている段階で依頼を受けたといい、主人公の感情に寄り添うために打ち合わせを重ねて作ったという。

## 派生作品

### Webアニメ
映画の主要登場人物であるカタガキナオミを視点人物とした、全3話のスピンオフ作品『ANOTHER WORLD』が、2019年9月13日から2019年10月4日にかけ、WebアニメとしてdTVチャンネル内のひかりTVチャンネル+、およびひかりTVで配信された。映画本編と同様のセルルック3DCGアニメで、各話約10分の短編作品。
映画本編以前のできごとを描く前日譚となっており、先生（ナオミ）がイチギョウルリと知り合い共に過ごした高校生時代や、ルリを蘇生させるための手段を求めて勉学に邁進した大学生時代、アルタラセンターの研究員となって計画の準備を進めながら千古教授や依依と共に過ごした日々など、映画本編や小説版では断片的な言及や回想の中で触れられていた過去の詳細を描いている。

#### 各話リスト (ANOTHER WORLD)
| 話数  | サブタイトル | 脚本     | 絵コンテ           | 演出               | 総作画監督 |
| ----- | ------------ | -------- | ------------------ | ------------------ | ---------- |
| 第1話 | Record 2027  | 野﨑まど | 山下敏幸、三皷梨菜 | 山下敏幸、三皷梨菜 | 堀口悠紀子 |
| 第2話 | Record 2032  | 野﨑まど | 小松田大全         | 道解慎太郎         | 堀口悠紀子 |
| 第3話 | Record 2036  | 野﨑まど | 伊藤智彦           | 横川和政           | 堀口悠紀子 |

#### 配信サイト (ANOTHER WORLD)
| 配信期間                | 配信時間           | 配信サイト             | 備考      |
| ----------------------- | ------------------ | ---------------------- | --------- |
| 2019年9月13日 - 10月4日 | 金曜 22:00 - 22:10 | dTVチャンネル ひかりTV |           |
| 2019年9月20日           | 金曜 22:00 -22:15  | AbemaTV                | 第1話のみ |

### 小説
映画公開に先駆け、映画の脚本を担当した野﨑まどによる、映画原作と位置づけられる小説版『HELLO WORLD』が集英社文庫（集英社）より2019年6月に発売され、松田朱夏によるノベライズ版『HELLO WORLD 映画ノベライズ みらい文庫版』が児童文学レーベルの集英社みらい文庫（集英社）より同年8月に発売された。どちらも基本的には映画版に準拠した同一のストーリーを描いているが、両者は地の文の描写などの語り口が大きく異なる。集英社みらい文庫版の読者対象表示は星3つ（小学校上級・中学校から）。
- 野﨑まど 『HELLO WORLD』 集英社〈集英社文庫〉、2019年6月30日発行（2019年6月21日発売[146]）、ISBN 978-4-08-745886-2
- 松田朱夏（著）/映画「HELLO WORLD」（原作） 『HELLO WORLD 映画ノベライズ みらい文庫版』 集英社〈集英社みらい文庫〉、2019年8月28日発行（2019年8月23日発売[148]）、ISBN 978-4-08-321524-7

また、映画の登場人物のひとりである勘解由小路三鈴を主人公とした、伊瀬ネキセによるスピンオフ小説『HELLO WORLD if ――勘解由小路三鈴は世界で最初の失恋をする――』が、映画の公開日と同日にダッシュエックス文庫（集英社）より発売された。イラストは映画のキャラクターデザインを務めた堀口悠紀子が担当する。映画本編では脇役のポジションにいる三鈴が、本編ラストシーンで描かれる2047年の世界でアルタラの研究員となっている設定の未来の三鈴（勘解由小路ミスズ）から魔法少女の力を授かり、本編の主要登場人物を陰から援助したり、主人公への横恋慕に懊悩したり、本編での主要登場人物に代わってクライマックスの事態に立ち向かったりするという内容。
- 伊瀬ネキセ（著）/映画「HELLO WORLD」（原作） 『HELLO WORLD if ――勘解由小路三鈴は世界で最初の失恋をする――』 集英社〈ダッシュエックス文庫〉、2019年9月25日発行（2019年9月20日発売[149]）、ISBN 978-4-08-631329-2。

映画公開後には、野﨑まどの書き下ろしによる、映画本編の後日談となる短編小説「遥か先」が、2019年10月31日に作品配信サイトnoteにて、Web小説として発表された。映画本編ではエンドロールと共に流れる映像として描かれた内容に当たり、主要登場人物やサブキャラクターたちのその後を描いている。

### 漫画
鈴木マナツと曽野由大の共著名義による、映画の内容を基にしたコミカライズ版『HELLO WORLD』が、『ウルトラジャンプ』（集英社）にて、2019年8月号（2019年7月19日発売）から2020年4月号（2020年3月19日発売）まで連載された。同一の内容がWebコミック配信サイト『少年ジャンプ+』（集英社）でも2019年7月19日より同時に配信開始された。主に人物を鈴木が、背景を曽野が、それぞれ担当している。
- 鈴木マナツ・曽野由大（著）、映画「HELLO WORLD」（原作） 『HELLO WORLD』 集英社〈ヤングジャンプコミックス〉、全2巻
  1. 2019年9月24日発行（2019年9月19日発売[157]）、ISBN 978-4-08-891415-2
  2. 2020年5月24日発行（2020年5月19日発売[158]）、ISBN 978-4-08-891554-8

また、犬飼りっぽによる本編のパロディ漫画『はろー（らぶこめ）わーるど』が、Webコミック配信サイト『少年ジャンプ＋』（集英社）および『Z』（ホーム社）にて、2019年8月9日から2020年1月17日にかけて連載された。全12話。単行本はジャンプコミックスDIGITALより電子書籍全1巻が2020年5月19日に発売。当初は単行本化される予定がないとされていたが、読者の応援により実現したという形で実現した。

### リアル謎解きゲーム
リアル謎解きゲームが『映画「HELLO WORLD」×本屋巡り謎解きゲーム』として2019年9月20日から10月31日まで全17エリアで開催され、1エリアで2つの書店を巡って謎を解き歩く。対象書店で謎解きキットを購入するにあたり、初級編「カレと彼女と僕〜謎の三角関係〜」、上級編「最強マニュアルを解読せよ」の2タイプあった。主催はトーハン。

## 註